# Hylotelephium sanguineum
Hylotelephium sanguineum är en fetbladsväxtart som först beskrevs av Casimiro Gómez de Ortega, och fick sitt nu gällande namn av S. Castroviejo och M. Velayos. Hylotelephium sanguineum ingår i släktet kärleksörter, och familjen fetbladsväxter. Inga underarter finns listade i Catalogue of Life.